# Ти квач!
«Ти квач!» (англ. Tag) — американський комедійний фільм режисера Джефа Тосміча, в основі котрого реальна історія яка була опублікована у газеті The Wall Street Journal. В Україні прем'єра фільму відбулася 28 червня 2018 року.

## Сюжет
В центрі сюжету — п'ятеро дорослих чоловіків, знайомих з дитинства, які протягом тридцяти років грають у квача. Причому грають вони за особливими правилами, які доповнюються з роками. Гра триває весь травень і той хто залишився квачем визнається «лузером» на цілий рік, до наступної гри. Один з друзів, Джеррі, ще жодного разу за 30 років не програвав, тому Хогі вирішується змінити це, збираючи всіх друзів разом на черговий турнір. Хогі, Каллахан, Сейбл і Чіллі домовляються, що цього разу Джеррі так просто не вийде сухим з води…

## У ролях
| Актор            | Роль            |
| ---------------- | --------------- |
| Джеремі Реннер   | Джеррі Пірс     |
| Ед Гелмс         | Хоган Маллой    |
| Джейк Джонсон    | Ренді Кілліано  |
| Джон Гемм        | Боб Каллахен    |
| Ганнібал Буресс  | Кевін Сейбл     |
| Аннабелль Волліс | Ребекка         |
| Айла Фішер       | Анна Маллой     |
| Рашида Джонс     | Черіл Дікинз    |
| Леслі Бібб       | С'юзан Роллінс  |
| Браян Деннегі    | містер Кілліано |
| Томас Мідлдітч   | Дейв            |
| Ліл Рел Говері   | Реджі           |

## Цікаві факти
- Сюжет кінострічки «Ти квач!» засновано на реальній історії колишніх однокласників, які вчилися в школі штату Вашингтон.
- На головні ролі розглядалися актори Вілл Ферелл і Джек Блек.
- Це другі спільні зйомки Джеремі Реннер і Джон Гемм, раніше вони працювали разом у фільмі «Місто злодіїв».
- Айла Фішер і Джон Гемм вже знімалися разом у комедії «Встигнути за Джонсами».
- Під час зйомок актор Джеремі Реннер зламав правий лікоть і лівий зап'ясток.